# Pathfinder Badge
Le Pathfinder Badge (insigne d'éclaireur) est un insigne militaire de l'Armée de terre des États-Unis (US Army) décerné aux soldats qui ont suivi le cours d'éclaireur de l'école d'assaut aérien Sabalauski de l'US Army (United States Army Pathfinder School) ou le cours d'éclaireur de la garde nationale de l'US Army (Army National Guard), du centre d'entraînement des guerriers, cours d'éclaireur de l'équipe mobile de formation (Warrior Training Center, Mobile Training Team's Pathfinder Course) de Fort Campbell, dans le Kentucky.

## Critères
Pour obtenir l'insigne d'éclaireur, le soldat doit suivre une formation d'éclaireur en navigation terrestre avancée, en reconnaissance avancée, en contrôle tactique du trafic aérien sur le terrain et en contrôle des opérations de parachutage. L'insigne est décerné à l'issue de plusieurs examens dans le cadre d'exercices d'entraînement en campagne (field training exercise - FTX). L'insigne est décerné à l'issue de plusieurs examens organisés dans le cadre d'exercices d'entraînement en campagne (FTX). Les examens portent notamment sur les compétences en matière de montage et d'exécution de charges à l'élingue, de planification et d'exécution de zones d'atterrissage pour hélicoptères (helicopter landing zones - HLZ), d'opérations de contrôle du trafic aérien et de livraison aérienne de troupes et de matériel.
Le premier insigne d'éclaireur a été conçu par le lieutenant Prescott, navigateur au sein du 9th Troop Carrier Pathfinder Group (Provisional), en mai 1944. Outre les parachutistes qui l'ont mérité, l'insigne d'éclaireur était porté par les équipages aériens du IX Troop Carrier Command qui guidaient les transports de parachutistes et remorquaient les planeurs. L'insigne était porté à 15 cm au-dessus du bord de la manche gauche de la veste de service,.
L'insigne actuel de l'éclaireur, initialement en feutre, a été approuvé le 22 mai 1964. L'insigne a commencé à être fabriqué en métal émaillé le 11 octobre 1968. Les ailes de l'insigne symbolisent le vol et les capacités aéroportées, tandis que la torche représente le leadership et l'orientation. La torche remonte aux athlètes olympiques qui la portaient chaque année jusqu'à son emplacement. Les éclaireurs de l'US Army étaient traditionnellement les premiers à arriver avant les éléments plus importants pour effectuer des repérages et désigner les zones dans lesquelles les moyens aériens pouvaient effectuer leurs opérations pendant le combat.

## Source
- (en) Cet article est partiellement ou en totalité issu de l’article de Wikipédia en anglais intitulé « Pathfinder Badge (United States) » (voir la liste des auteurs).